# Carlotta Walls LaNier

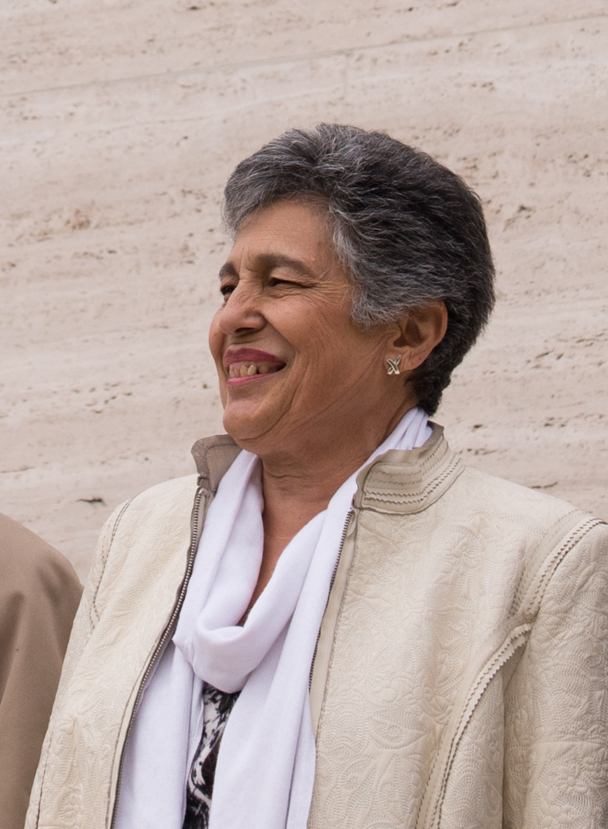
Carlotta Walls LaNier, 2018

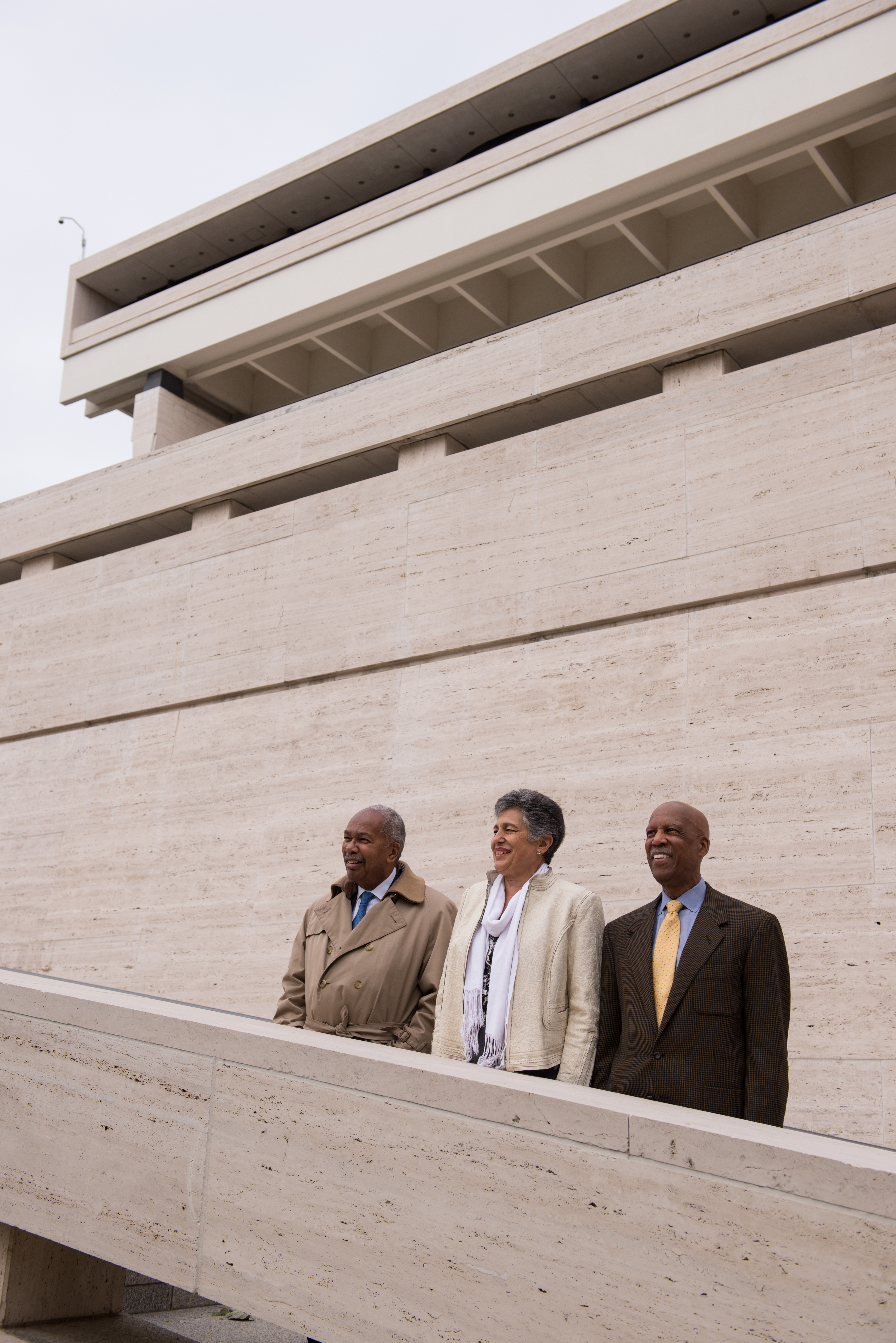
Drei Mitglieder der Little Rock Nine (Ernest Green, Carlotta Walls LaNier und Terrence Roberts) stehen am 13. November 2014 gemeinsam auf den Stufen der LBJ Presidential Library

 Carlotta Walls LaNier  (* 18. Dezember 1942 in Little Rock, Arkansas, USA) ist eine US-amerikanische Aktivistin. Sie war das jüngste Mitglied der Little Rock Nine und die erste Afroamerikanerin, die die Little Rock Central High School absolvierte.

## Leben und Werk
LaNier wurde als Carlotta Walls als älteste Tochter von drei Töchtern von Juanita und Cartelyou Walls geboren. Ihr Vater war Maurer und Veteran des Zweiten Weltkriegs und ihre Mutter Sekretärin im Amt für Sozialwohnungen. LaNier besuchte zuerst die getrennte Dunbar Junior High School. Nach ihrem Abschluss meldete sie sich jedoch freiwillig, um als eine der ersten Afroamerikanerinnen die Little Rock Central High School zu besuchen. Inspiriert von Rosa Parks, deren Weigerung, ihren Bussitz einem weißen Fahrgast zu überlassen, den Busboykott 1955 in Montgomery (Alabama), auslöste, sowie den Wunsch nach der besten verfügbaren Ausbildung, schrieb sich LaNier an der Little Rock Central High School ein.
Die Bemühungen der Schüler, sich einzuschreiben, wurden durch die Entscheidung des Obersten Gerichtshofs der USA unterstützt, das den getrennten Schulunterricht für verfassungswidrig erklärt hatte. Am 4. September 1957 unternahmen LaNier und die anderen acht der Little Rock Nine einen erfolglosen Versuch, die Central High School zu betreten. Die Arkansas National Guard umzingelte auf Befehl des Gouverneurs die Schule und ein wütender Mob hinderte sie daran, hineinzugehen. Am nächsten Tag übernahm Präsident Dwight D. Eisenhower die Kontrolle über die Nationalgarde von Arkansas vom Gouverneur und schickte Soldaten, um die Schüler zur Schule zu begleiten. Während des gesamten Schuljahres waren Soldaten an der Schule im Einsatz, die jedoch Gewalttaten gegen die Gruppe im Inneren nicht verhindern konnten.
Die Little Rock Nine waren während ihrer gesamten Schulzeit an der Central High School weiterhin körperlichen und verbalen Angriffen von weißen Schülern ausgesetzt. Gouverneur Orval Faubus wurde 1958 wiedergewählt, und anstatt die Aufhebung der Rassentrennung zuzulassen, schloss er alle Schulen in Little Rock. Die Little Rock Central High School wurde erst 1960 mit einer getrennten Schülerschaft wiedereröffnet. LaNier kehrte an die Central High School zurück und machte 1960 ihren Abschluss. Am 9. Februar 1960 wurde ein Bombenanschlag auf das Haus von LaNier verübt. Zwei Stangen Dynamit wurden auf ihr Haus gelegt. Die Explosion entfernte Ziegelsteine, zerstörte drei Fenster und war noch aus zwei Meilen Entfernung zu hören. Bei dem Anschlag kam niemand zu Schaden, aber es war der erste Bombenanschlag, der auf einen der Schüler verübt wurde. Trotz der Bombardierung ging LaNier zur Schule.

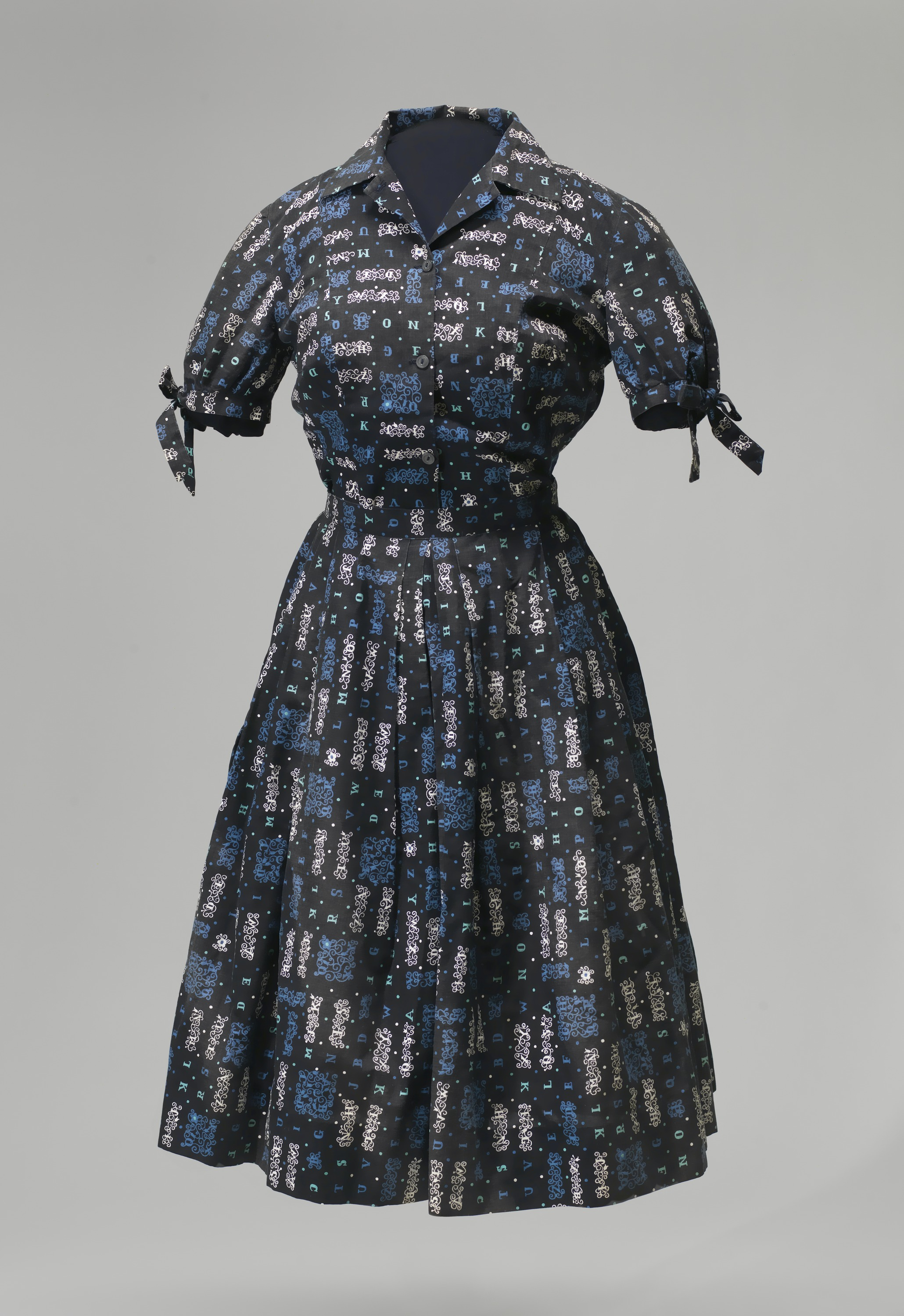
Das Kleid, welches Carlotta Walls an der Little Rock Central High School getragen hat

Nach ihrem Abschluss an der Central High School besuchte LaNier zwei Jahre lang die Michigan State University, bevor sie nach Denver zog, da ihr Vater aufgrund der Krise um seine Tochter keine Arbeit finden konnte.
LaNier erwarb 1968 einen Bachelor-Abschluss am Colorado State College (jetzt University of Northern Colorado) und begann bei der Young Women’s Christian Association (YWCA) als Programmadministratorin für Jugendliche zu arbeiten. Sie heiratete 1968 Ira (Ike) LaNier, mit dem sie zwei Kinder bekam. 1977 gründete sie die Immobilienmaklerfirma LaNier and Company.
LaNier war Mitglied des Colorado Aids Project, Jack and Jill of America, The Urban League und der NAACP. Sie war auch Präsidentin der Little Rock Nine Foundation, einer Organisation, die sich für einen gleichberechtigten Zugang zu Bildung für afroamerikanische Studenten einsetzt. Sie ist Treuhänderin der Iliff School of Theology und der University of Northern Colorado.

## Anerkennungen und Ehrungen

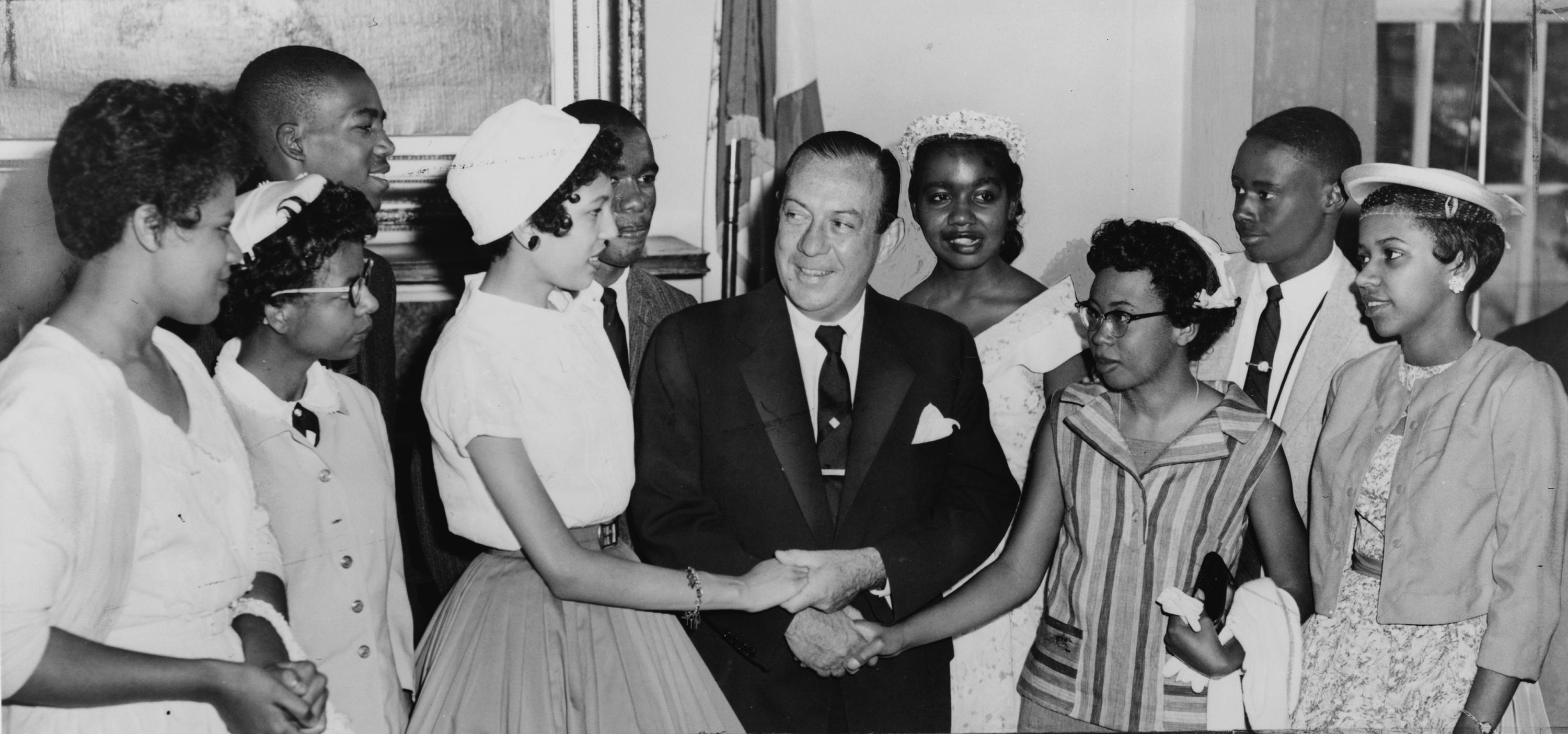
New Yorks Bürgermeister Robert Wagner begrüßt die Jugendlichen, die die Central High School, Little Rock, Arkansas integriert haben / World Telegram Foto von Walter Albertin. Im Bild, vordere Reihe, von links nach rechts: Minnijean Brown, Elizabeth Eckford, Carlotta Walls, Bürgermeister Robert Wagner, Thelma Mothershed, Gloria Ray; hintere Reihe, von links nach rechts: Terrence Roberts, Ernest Green, Melba Pattilo, Jefferson Thomas, 1958

- 1958 erhielten LaNier und die Little Rock Nine die Spingarn Medal der National Association for the Advancement of Colored People (NAACP)
- 1998 wurde LaNier und den anderen Mitgliedern der Little Rock Nine die Congressional Gold Medal verliehen
- 2004: Aufnahme in die Colorado Women’s Hall of Fame[4]
- 2015: Aufnahme in die National Women’s Hall of Fame[5]
- 2015 erhielten sie und die anderen acht Mitglieder der Little Rock Nine den Lincoln Leadership Prize der Abraham Lincoln Presidential Foundation.[6][7]
- Trägerin von vier Ehrendoktortiteln

## Veröffentlichung
- mit Lisa Frazier Page:  A Mighty Long Way: My Journey to Justice at Little Rock Central High School. OneWorld/Ballantine, 2009, ISBN 978-0345511003.